# Velino Selo, Bijeljina
Velino Selo je naselje v občini Bijeljina, Bosna in Hercegovina. 

## Deli naselja
Bosanska Rača in Velino Selo.

## Prebivalstvo
| Pregled števila prebivalcev po letih | Pregled števila prebivalcev po letih | Pregled števila prebivalcev po letih | Pregled števila prebivalcev po letih | Pregled števila prebivalcev po letih | Pregled števila prebivalcev po letih |
| ------------------------------------ | ------------------------------------ | ------------------------------------ | ------------------------------------ | ------------------------------------ | ------------------------------------ |
| 1948                                 | 1953                                 | 1961                                 | 1971                                 | 1981                                 | 1991                                 |
| -                                    | -                                    | -                                    | 678                                  | 533                                  | 451                                  |

| Narodna sestava prebivalstva po letih                                                                                       | Narodna sestava prebivalstva po letih                                                                                       | Narodna sestava prebivalstva po letih                                                                                       |
| --- | --- | --- |
| 1971 | 1981 | 1991 |
| . skupaj: 678 Srbi 658 (97,05 %) Muslimani 10 (1,47 %) Hrvati 4 (0,58 %) Jugoslovani 0 (0,00 %) drugi in neznano 6 (0,88 %) | . skupaj: 533 Srbi 487 (91,36 %) Hrvati 3 (0,56 %) Muslimani 2 (0,37 %) Jugoslovani 41 (7,69 %) drugi in neznano 0 (0,00 %) | . skupaj: 451 Srbi 426 (94,45 %) Hrvati 5 (1,10 %) Muslimani 0 (0,00 %) Jugoslovani 19 (4,21 %) drugi in neznano 1 (0,22 %) |